# Erythrina sigmoidea
Erythrina sigmoidea är en ärtväxtart som beskrevs av Henri Hua. Erythrina sigmoidea ingår i släktet Erythrina och familjen ärtväxter. Inga underarter finns listade i Catalogue of Life.